# Cossonay (huyện)
Huyện Cossonay (tiếng Pháp: District du Cossonay, tiếng Đức: Bezirk Cossonay) là một huyện hành chính của Thụy Sĩ. Huyện này thuộc bang Vaud. Huyện Cossonay có diện tích 198 km², dân số theo thống kê của cục thống kê Thụy Sĩ năm 1999 là 20126 người. Trung tâm của huyện đóng ở Cossonay. Mã của huyện là 2204.